# 向朗
向朗（？—247年），字巨達，襄陽宜城人，三國時期蜀漢大臣、藏書家。

## 生平
向寵叔父。少年事師於司馬徽之下，與徐庶、韓嵩、龐統甚有交情。後來劉表任其為臨沮長。208年，劉表病故，轉投為劉備手下。同年劉備平定荊南，任向朗督秭歸、夷道、巫山、夷陵四縣的軍、民事。
214年，劉備入主益州，任向朗為巴西太守，不久再轉任牂牁、房陵。223年，劉禪繼位，升為步兵校尉，代王連領丞相長史。225年，諸葛亮南征，留向朗統領後方之事。
兩年後，跟隨諸葛亮駐軍漢中並進行第一次北伐，可惜因馬謖之故讓蜀軍於街亭大敗；此時，向朗早已知情馬謖棄軍逃亡的消息，但因與馬謖私交甚篤故知情不報，對此諸葛亮十分忿怒，免向朗之官並送還成都。數年後，復職為光祿勳。
234年諸葛亮死後，轉任左將軍，追論舊功，封為顯明亭侯，地位特進，但卻逐漸不再過問政事。238年，為劉禪主持張貴人封皇后的儀式。後來專注研究經書、古典，於延熙十年（247年）逝世，其間優遊無事二十年。

## 特徵
向朗少時雖有接觸文學，但沒有大興趣，反而以內政能力見稱。後來在第一次北伐被免官，到死前二十年，開始潛心典籍研究，孜孜不倦。年近八十仍親自校對書籍，指出謬誤之處，積聚的篇卷，是當時最多的一位。
大開門户，迎接賓客，訓練後起之秀，不過只談論經書、古典，不問時事，上至大臣，下到小童都非常敬重他。

## 家庭

### 子
- 向條，為御史中丞。

### 姪
- 向寵，同為蜀漢官吏。
- 向充，向寵弟，曾當射聲校尉尚書。

## 評價
- 廖立：「如向朗、文恭，凡俗之人耳。恭作治中無綱紀；朗昔奉馬良兄弟，謂為聖人，今作長史，素能合道。」

- 楊洪：「（張）裔天姿明察，長於治劇，才誠堪之，然性不公平，恐不可專任，不如留向朗。朗情偽差少，裔隨從目下，效其器能，於事兩善。」

- 三國志評曰:「霍峻孤城不傾，王連固節不移，向朗好學不倦，張裔膚敏應機，楊洪乃心忠公，費詩率意而言，皆有可紀焉。以先主之廣濟，諸葛之準繩，詩吐直言，猶用陵遲，況庸后乎哉！」

## 延伸阅读
[在维基数据编辑]
 《三國志/卷41》，出自陳壽《三國志》